# Кутуб минарет
Комплекс Кутуб минарета (такође познат и као Кутб или Кутуб, Урду: قطب منار) чине рушевине древних хиндуистичких храмова који су уништени како би се њихово камење искористило за изградњу исламског комплекса с великим торњем у Делхију у (Индија) који са својих 72,5 м висине представља највиши минарет од опеке на свету. Његова изградња је започела 1193. године по наредби Кутб-уд-дин Аибака, првог муслиманског владара Индије, а највиши спрат минарета је довршен 1386. године за владавине Фируз Шах Туглука. Око минарета налази се неколико маузолеја, величанствени портал Алаи-Дарваза (1331), и 20 средњовековних грађевина и рушевина, који с минаретом чине најпопуларнију туристичку атракцију Делхија. Комплекс је уписан на УНЕСКО-в Списак места Светске баштине у Азији и Аустралазији 2010. године као један од најранијих и најимпресивнијих примера индо-исламске архитектуре. 

## Историја
Камен темељац минарета поставио је Кутб-уд-Дин Аибак 1192. године након победе муслимана над Хиндусима, а у жељи да надмаши минарет у Џаму (Авганистан). Материјал за његову изградњу је дошао од 27 старијих џаинистичких и хиндуистичких храмова на овом локалитету који су уништени како би се могао изградити комплекс. Његов наследник, Ала-уд-дин Киљи је 1211. године изградио величанствени портал, а други наследник, Шамс-уд-дин Илтутмиш је 1236. године минарету додао још три спрата. Према натписима на површини минарета, Фируз Шах Туглук (1351—1388) га је довршио 1368, а Сикандар Лоди II (1489—1517) га је дао поправити након оштећења 1505. године. 
Године 1800, Кутуб минарет је оштећен, а 1829. године поправио га је војник британске војске и инжињер, Р. Смит.

## Одлике
Грађевине у Комплексу Кутуб су: 
- Кутуб минарет има пет спратова јасно одређених балконима украшених чипкастим рељефима. У основи има размеру 14,3, док се према врху сужава на 2,5 метра. Унутра има 379 стуба које пролазе кроз бројне надвођене ваљкасте пролазе. Спољашњу фасаду чине канелурани полуступови од којих сваки други има оштар руб, изграђени од 40 цм дебелих опека и камена пешчара. Они су хоризонтално подељени тракама с клаиграфским натписима сура из Курана, чиме минарет добива изглед повезаног прућа (или букета цвећа)
- Џамија Куват ул-Ислам из 1193. године је најстарија џамија у Индији и најранији пример Гуридске архитектуре. Изграђена је, према једном персијском натпису унутра, од делова грађевина 27 хиндуистичких грађевина које су ту срушене. Џамија има поплочано двориште димензија 43 x 32 м, окружено ступовима које је Илтутмиш додао 1210—20. године. Прочеље висине 16 метара је изграђено 1196. године, а украшено је арапским натписима и мотивима касније. Унутрашњост је испуњена ступовима и надсвођена куполама и луковима из хинду мандапа (дворана), а каснија проширења имају јаснији муслимански изглед.
- Портал Алаи чини пролаз од црвеног пешчара надсвођен куполом и декориран инкрустацијама од мрамора и арапским натписима у наск писму. Он представља изванредно умеће турских уметника и најранији пример праве исламске архитектуре и декорација у Индији.
- Алаи минарет је требало да буде дупло већи од Кутаб минарета, али напуштен је након што је досегао тек 24,5 метра.
- Гвоздени ступ је 7,21 метра висок и 6,5 тона тежак ступ који је подигао будистички Мауријски владар Чандрагупта II (375—414.), а који је на ово место пренео хиндуистички владар Аанагпал у 10. веку како би стајао испред његовог новог Вишнуовог храма. Натписи на санскрту на њему истичу како је подигнут као Вишнудваја, у част бога Вишнуа, а његов раскошни капител има удубљење у којем је вероватно стајала скулптура Гаруде.
- Маузолеји Илтутмиша, Алаудин Киљија (с медресом) и Имама Замина, око којих се налазе рушевине џаинских храмова

- Портал Алаи
- Балкон минарета
- Маузолеј Имама Замина
- Делхијски гвоздени ступ
- Минарет Алаи